# Stanowisko dowodzenia
Stanowisko dowodzenia (ang. command post) – element ugrupowania bojowego; miejsce rozmieszczenia jednostki lub pododdziału, w którym dowódca i jego sztab prowadzą swoją działalność. W czasie działań bojowych jednostki lub pododdziały są często rozmieszczone w kilku miejscach. Miejsce, w którym znajduje się dowódca jednostki lub pododdziału lub z którego prowadzi dowodzenie nazywane jest stanowiskiem dowodzenia. Oprócz głównego SD, można organizować też wysunięte stanowisko dowodzenia, pomocnicze stanowisko dowodzenia i tyłowe stanowisko dowodzenia.
Stanowiska dowodzenia rozmieszcza się za linią kontaktu bojowego wojsk w miejscach umożliwiających utrzymanie łączności oraz maskowanie i szybkie przemieszczenie w inny rejon. W decydujących momentach natarcia dowódca kieruje walką z punktu dowódczo-obserwacyjnego rozmieszczonego w ugrupowaniu oddziału działającego na głównym kierunku natarcia, w miejscu zapewniającym dobry wgląd w teren.

## Rodzaje stanowisk dowodzenia
Wyróżnia się następujące zasadnicze rodzaje stanowisk dowodzenia:
- Stanowisko dowodzenia (SD)

Przeznaczone do planowania działań oraz do bezpośredniego dowodzenia wojskami. Zapewnia realizację funkcji dowodzenia takich jak planowanie, organizowanie, motywowanie i kontrolowanie.
- Alternatywne stanowisko dowodzenia (Alter. SD)

Organizowane w celu zapewnienia ciągłości i trwałości dowodzenia wojskami oraz przejęcia dowodzenia w przypadku obezwładnienia głównego stanowiska dowodzenia. Zajmuje się monitorowaniem sytuacji oraz pozyskiwaniem, analizowaniem i przechowywaniem dokumentów dowodzenia opracowanych na SD. Alternatywne SD mogą również realizować funkcję dowodzenia działaniami w obszarze tyłowym oraz koordynować wsparcie personalne i zabezpieczenie logistyczne. Struktura organizacyjna Alter. SD jest taka sama jak SD. O obsadzie personalnej decyduje dowódca wystawiający Alter. SD.
- Wysunięte stanowisko dowodzenia (WSD)

Rozwija się okresowo, stosownie do potrzeb, zgodnie z decyzją dowódcy danego szczebla dowodzenia w celu zapewnienia dowodzenia podległymi wojskami w decydujących fazach walki
- Punkt dowódczo-obserwacyjny

Doraźne stanowisko dowodzenia organizowane na szczeblu batalionu, pułku i brygady. Urządza się je w celu zapewnienia bezpośredniego wglądu w teren i dowodzenia na kierunkach, gdzie realizowane są najważniejsze zadania bojowe (odparcie kontrataku, wprowadzenie do walki odwodu, forsowanie przeszkody wodnej itp.).
W literaturze przedmiotu występują też inne nazwy rodzajów stanowisk dowodzenia:
- Zapasowe stanowisko dowodzenia (ZSD)

W zasadzie definicja identyczna jak dla alternatywnego stanowisko dowodzenia. ZSD z zasady nie ujawniają swojej działalności w czasie kiedy dowodzenie odbywa się z głównego SD.
- Tyłowe stanowisko dowodzenia (TSD)

Przeznaczone do dowodzenia elementami ugrupowania bojowego w obszarze (pasie, rejonie) tyłowym, organizowania i kontroli zabezpieczenia logistycznego i personalnego oraz przejęcia obowiązków głównego stanowiska dowodzenia na wypadek jego zniszczenia lub obezwładnienia.
- Powietrzny punkt dowodzenia (PPD)

Stanowi element składowy głównego stanowiska dowodzenia z wykorzystaniem śmigłowca. Organizowany jest przede wszystkim do zapewnienia dowodzenia w czasie przegrupowania, przemieszczania, wyprowadzania wojsk z rejonów zmasowanych uderzeń przeciwnika itp.

## Typy stanowisk dowodzenia
Wyróżnia się następujące typy stanowisk dowodzenia:
- stanowiska stacjonarne

Rozmieszczane w obiektach w pełni przygotowanych i dostosowanych do potrzeb dowodzenia. Zazwyczaj organizuje się je dotychczasowych miejscach dyslokacji lub innych obiektach wojskowych lub specjalnych.
- stanowiska stacjonarno-mobilne

Rozmieszczane w przygotowanych wcześniej obiektach, a mobilne środki łączności i informatyki uzupełniają docelowe potrzeby dowodzenia w zakresie usług teleinformatycznych
- stanowiska mobilno-stacjonarne

Rozmieszczane w obiektach, które nie są w pełni przygotowane i dostosowane do potrzeb dowodzenia, a mobilne środki łączności i informatyki stanowią główną bazę w zakresie zaspokojenia potrzeb dowodzenia na usługi teleinformatyczne.
- stanowiska mobilne

Przygotowane do rozmieszczenia w każdych warunkach i rejonach, z wykorzystaniem i bez wykorzystania obiektów stacjonarnych, a praca sztabu prowadzona jest na środkach mobilnych, autonomicznych pod względem usług łączności i informatyki.

## Struktura organizacyjno-funkcjonalna stanowiska dowodzenia
Bez względu na rodzaj i typ, w skład stanowiska dowodzenia wchodzi:
- organ dowodzenia

Dowództwo danego szczebla wraz z przybyłymi oficerami łącznikowymi, zorganizowane w zespoły funkcjonalne odpowiadające obszarom problemowym dowodzenia. Organ dowodzenia jest głównym elementem stanowisk przeznaczonym do bezpośredniego dowodzenia wojskami.
- węzeł łączności

Element tworzony z sił i środków jednostek dowodzenia, przeznaczony do zapewnienia łączności wewnątrz stanowiska oraz na zewnątrz z innymi stanowiskami dowodzenia.
- grupa zabezpieczenia

Przeznaczona do przygotowania miejsc pracy, ich wyposażenia, zaspokajania potrzeb bytowych organu dowodzenia oraz do ochrony i obrony całego stanowiska dowodzenia. Jej zasadniczym ogniwem są wydzielone siły i środki z pododdziałów dowodzenia oraz wydzielone siły Żandarmerii Wojskowej.
W niektórych opracowaniach wymieniona jest też
- komenda stanowiska dowodzenia

Tworzona z dowództwa pododdziału dowodzenia i przeznaczoną do planowania, organizowania i kontrolowania zabezpieczenia stanowiska dowodzenia.

## Skład stanowisk dowodzenia
- centrum dowodzenia (ang. command centre)

Miejsce na stanowisku dowodzenia, gdzie wykonywane są funkcje dowodzenia. Dostęp jest tam ograniczony. Składa się ze specjalistycznych komórek, pracujących na rzecz dowódcy centrum dowodzenia. Dokładna struktura centrum dowodzenia dostosowana jest do potrzeb konkretnej operacji.
- centrum kierowania ogniem (ang. fire direction centre)

Element stanowiska dowodzenia, w skład którego wchodzi personel artylerii i łączności oraz wyposażenie, za pomocą których dowódca kieruje i kontroluje prowadzenie ognia; centrum kierowania ogniem otrzymuje informacje o rozpoznanych celach i zapotrzebowania na wsparcie ogniowe, a następnie przekłada je na właściwe komendy ogniowe.
- komórki sztabu (ang. command element)

Stałe elementy stanowiska dowodzenia, zastępujące tradycyjne oddziały, wyspecjalizowane w przetwarzaniu informacji właściwych dla głównych komponentów manewru (wywiad wojskowy, wsparcie bojowe, wsparcie logistyczne itp.). Jeżeli zachodzi taka potrzeba komórki mogą się samodzielnie podzielić na zespoły.
- centrum koordynacji wsparcia ogniowego (ang. fire support coordination centre)

Element funkcjonalny sztabu KZ, DZ, z którego znajdujący się tam personel koordynuje realizacją wszystkich rodzajów wsparcia ogniowego.
Za ochronę, obronę, maskowanie stanowiska dowodzenia, utrzymanie ustalonego porządku i organizację regulacji ruchu w rejonie rozmieszczenia stanowiska dowodzenia oraz za terminowe urządzenie miejsc pracy i odpoczynku obsady danego stanowiska odpowiada komendant stanowiska dowodzenia.  Kieruje on także realizacją wszystkich przedsięwzięć związanych z rozwijaniem, zwijaniem, przemieszczaniem stanowiska dowodzenia oraz zapewnieniem funkcjonowania obsady operacyjnej.

## Rozmieszczanie stanowiska dowodzenia
Stanowiska dowodzenia winny być rozmieszczane w rejonie gwarantującym zachowanie łączności z innymi stanowiskami i pozwalającym utrzymać ciągłość dowodzenia. Zazwyczaj usytuowane są one w niewielkich osiedlach lub na skraju większych miast, w budynkach zapewniających dobre warunki pracy i odpoczynku organu dowodzenia. Rozmieszczenie wozów dowodzenia, aparatowni i autobusów sztabowych powinno uniemożliwić przeciwnikowi porażenie dwóch sąsiednich pojazdów jednym wybuchem pocisku. Najbardziej przydatnymi obiektami do organizacji, stanowisk dowodzenia mogą być szkoły, ośrodki sportowe, domy kultury, budynki administracji państwowej i samorządowej, banki, niektóre biurowce i siedziby większych firm. W terenie lesistym należy dążyć do rozwijania ich na skraju lasu w sposób umożliwiający szybkie formowanie kolumny i natychmiastowe opuszczenie rejonu.

Stanowisko dowodzenia (główne) powinno się rozmieszczać:
- w rejonie tyłowym – za pierwszym rzutem lub odwodem;
- w natarciu – na kierunku głównego uderzenia;
- w obronie – poza przewidywanym głównym uderzeniem przeciwnika;
- w rejonach – w centrum rejonu ześrodkowania;
- w marszu do rejonu wyjściowego –na czele kolumny sił głównych.
- w marszu z rejonu wyjściowego do natarcia – w środku kolumny sił głównych
- w działaniach niemilitarnych – w centrum strefy odpowiedzialności lub w innym miejscu o decydującym znaczeniu dla działania.

Zapasowe stanowisko dowodzenia winno się rozmieszczać:
- w rejonie tyłowym – za odwodem, w niedużym oddaleniu od elementów logistycznych;
- w natarciu – na głównym lub pomocniczym kierunku uderzenia;
- w obronie – poza prawdopodobnym kierunkiem głównego uderzenia przeciwnika;
- w rejonie ześrodkowania – w pobliżu pododdziałów logistycznych;
- w marszu do rejonu wyjściowego na czele sił głównych kolumny maszerującej po drugiej drodze.
- w marszu z rejonu wyjściowego do natarcia – na końcu kolumny.
- w działaniach niemilitarnych – w rejonach baz, urządzeń logistycznych, miejsc współpracy z instytucjami cywilnymi lub innych w zależności od potrzeb;

Wysunięte stanowisko dowodzenia (punkt dowódczo-obserwacyjny):
- w ugrupowaniu bojowym w rejonach działania pierwszego rzutu
- w pobliżu stanowisk dowodzenia podwładnych
- w marszu z rejonu wyjściowego do natarcia – w ugrupowaniu marszowym oddziałów (pododdziałów) przewidzianych do natarcia w pierwszym rzucie

## Normy taktyczne
Normy taktyczne należy traktować jako swego rodzaju wielkości odniesienia. Stanowią one orientacyjne ramy, są wypadkową różnych warunków organizowania i prowadzenia obrony. Norm taktycznych nie należy traktować jako coś niezmiennego. Trzeba do nich podchodzić elastycznie, stosownie do charakteru zadania i zamiaru działań przełożonego, miejsca i roli w ugrupowaniu szczebla nadrzędnego oraz składu i możliwości bojowych oddziału.
Normy taktyczne w Wojsku Polskim
| Szczebel dowodzenia | Wskaźnik     | Rodzaj stanowiska dowodzenia | Rodzaj stanowiska dowodzenia | Rodzaj stanowiska dowodzenia | Rodzaj stanowiska dowodzenia |
| Szczebel dowodzenia | Wskaźnik     | SD                           | ZSD                          | WSD                          | PDO                          |
| ------------------- | ------------ | ---------------------------- | ---------------------------- | ---------------------------- | ---------------------------- |
| Korpus              | natarcie     | 20−30 km                     | 20−30 km                     | 14−20 km                     | –                            |
| Korpus              | obrona       | 40–50 km                     | 40–50 km                     | –                            | –                            |
| Korpus              | powierzchnia | 8–12 km²                     | 8–12 km²                     | X                            | X                            |
| Dywizja             | natarcie     | 7−10 km                      | 10−12 km                     | 2−5 km                       | –                            |
| Dywizja             | obrona       | 15−20 km                     | 15−20 km                     |                              | –                            |
| Dywizja             | powierzchnia | 4−6 km²                      | 4−6 km²                      | X                            | X                            |
| Brygada             | natarcie     | 4−6 km                       | 6−12 km                      | –                            | 1–3 km                       |
| Brygada             | obrona       | 6−12 km                      | 8−15 km                      | –                            |                              |
| Brygada             | powierzchnia | 1,5−2 km²                    | 1,5−2 km²                    | X                            | X                            |
| Batalion            | natarcie     | 1−4 km                       | –                            | –                            | 1,5−2 km                     |
| Batalion            | obrona       |                              | –                            | –                            |                              |
| Batalion            | powierzchnia | 1 km²                        | –                            | –                            |                              |